# Chondrocyt

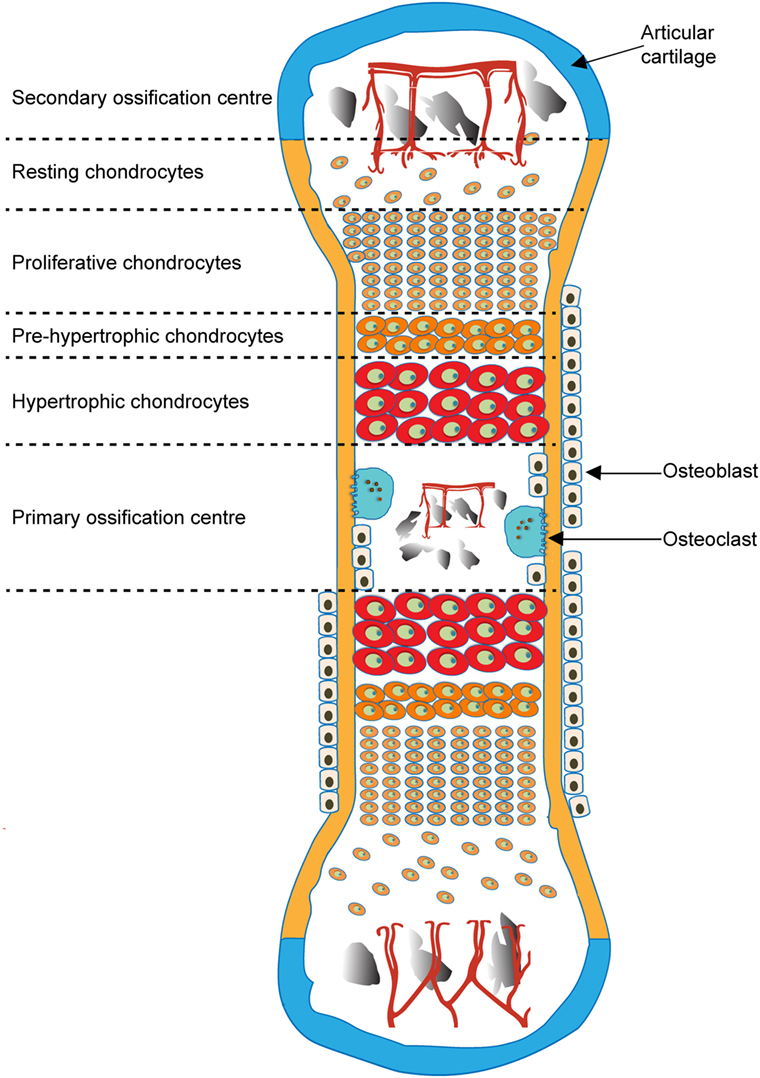
Schematische weergave van endochondrale ossificatie en vorming van primaire en secundaire ossificatiecentra

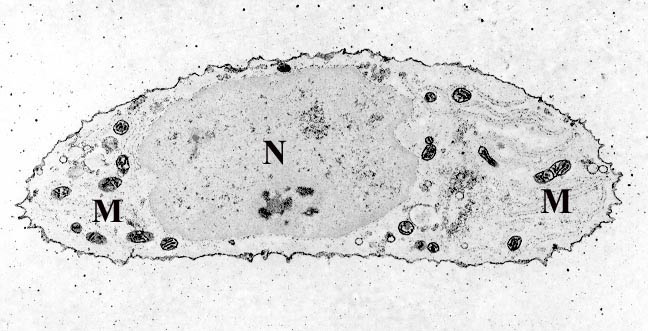
Transmissie elektronenmicrofoto van een chondrocyt, gekleurd op calcium, met de celkern (N) en mitochondriën (M) zichtbaar.

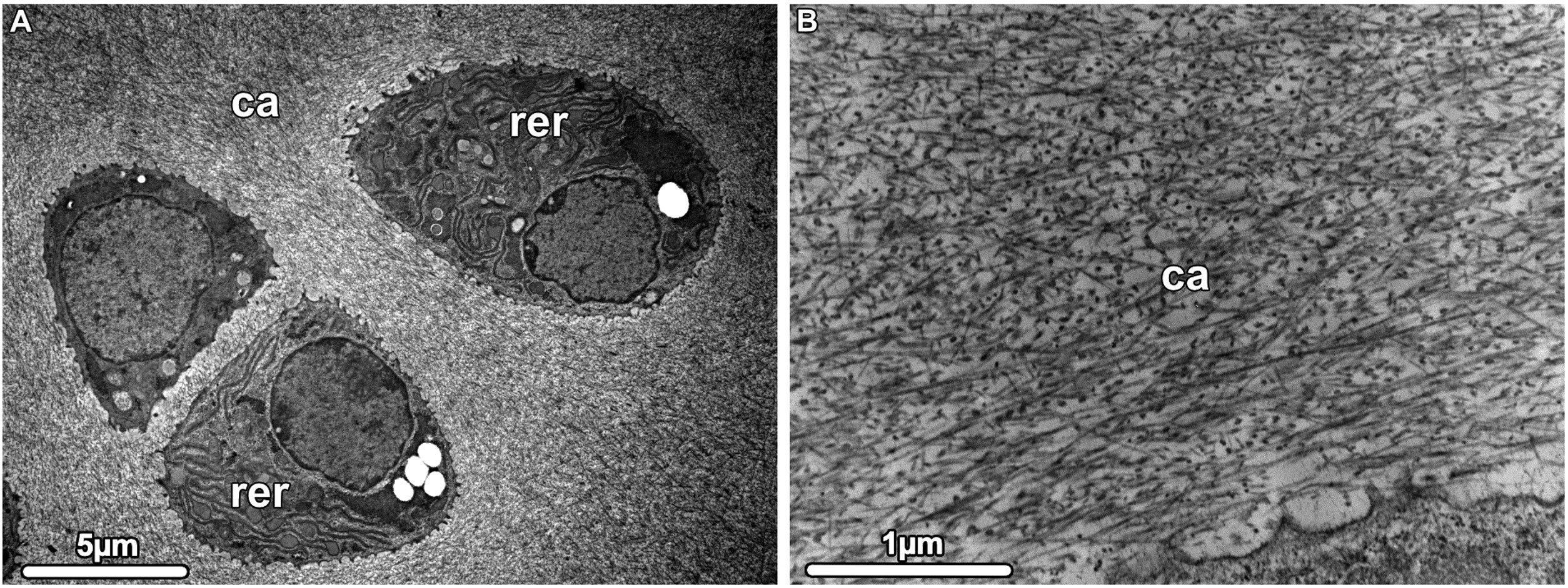
Samenstelling van het hyalien kraakbeen. TEM-afbeelding. (A, B) In het hyalien kraakbeen rangschikken de chondrocyten zich in chondrons en bevatten grote hoeveelheden ruw endoplasmatisch reticulum (rer). Ze synthetiseren kraakbeenmatrix (ca) die bestaat uit een netwerk van type-II collageenfibrillen afgewisseld met proteoglycanen. De secties zijn afkomstig van een zes dagen oude muis en de botten zijn gedemineraliseerd

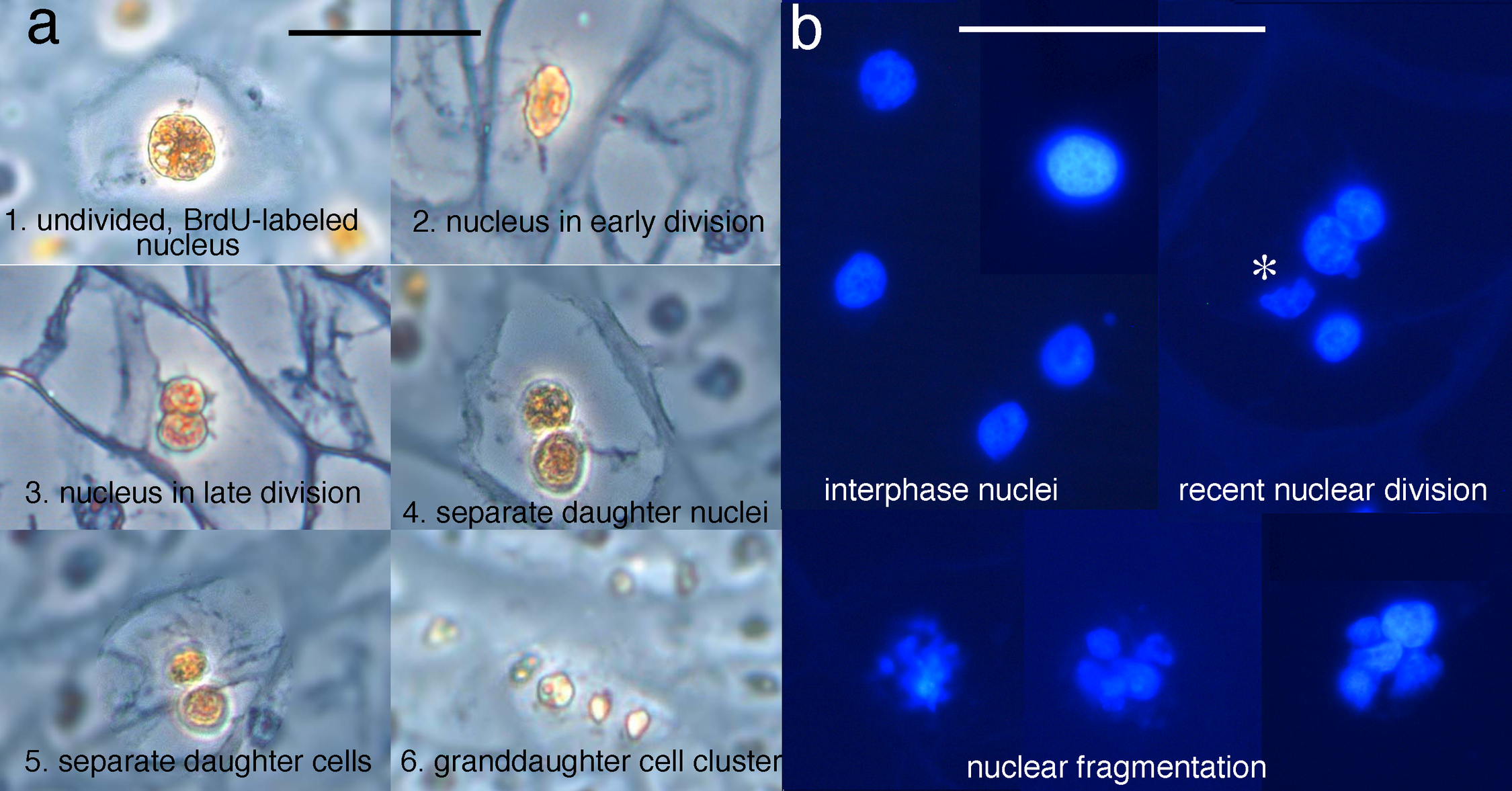
Chondrocyten in het mitose-stadium

Chondrocyten (/ˈkɒndrəsaɪt, -droʊ-/ van het Griekse χόνδρος (chondros) 'kraakbeen' en κύτος (kytos) 'cel') of kraakbeencellen zijn de enige cellen die in gezond kraakbeen worden aangetroffen. Hoewel het woord chondroblast vaak wordt gebruikt om een onvolgroeide chondrocyt te beschrijven, is de term onnauwkeurig, aangezien de voorloper van chondrocyten (die mesenchymatische stamcellen zijn) kan differentiëren in verschillende celtypen, waaronder osteoblasten.
Samen met de intercellulaire stoffen (extracellulaire matrix) vormen de chondrocyten de belangrijkste componenten van kraakbeen.
De chondrocyt is het enige levende bestanddeel van kraakbeen, maar maakt slechts ongeveer 1% van het kraakbeenweefsel uit.

## Functie
Chondrocyten produceren permanent de bestanddelen van de kraakbeenmatrix, zoals collageenvezels (dat als "netwerk" functioneert), proteoglycanen, hyaluronan en elastinevezels en produceren tevens enzymen die zorgen voor het opruimen ervan als ze zijn opgebruikt.
Chondrocyten behoren tot de vaste bindweefselcellen (fibrocyten, reticulumcellen, osteocyten, ...) en vervullen fundamenteel de functie van secretie en mechanische stabiliteit. Ze communiceren niet met andere cellen en zijn vooral verantwoordelijk voor de vorming van de extracellulaire matrix van kraakbeenweefsel.
In de chondrocyten wordt de synthese van eiwitten, RNA en DNA, evenals de celproliferatie en de opname van aminozuren gestimuleerd.
De activiteit van chondrocyten wordt verhoogd door thyroxine en testosteron en geremd door cortison, hydrocortison (cortisol) en estradiol.

## Ontwikkeling
Van minst- tot terminaal-gedifferentieerd is de chondrocytaire afstammingslijn:
- Kolonievormende eenheid-fibroblast
- Mesenchymatische stamcel/mergstromacel
- Chondrocyt
- Hypertrofische chondrocyt

Mesenchymatische (mesoderm oorsprong) stamcellen zijn ongedifferentieerd, wat betekent dat ze kunnen differentiëren in een verscheidenheid aan generatieve cellen die algemeen bekend staan als osteochondrogene (of osteogene, chondrogene, osteoprogenitor, etc.) cellen. Wanneer verwezen wordt naar bot, of in dit geval kraakbeen, verliezen de oorspronkelijk ongedifferentieerde mesenchymatische stamcellen hun pluripotentie, prolifereren en klonteren samen in een dichte verzameling chondrogene cellen (kraakbeen) op de locatie van chondrificatie. Deze chondrogene cellen differentiëren tot zogenaamde chondroblasten, die vervolgens de extracellulaire matrix (ECM) van kraakbeen synthetiseren, bestaande uit een grondsubstantie (proteoglycanen, glycosaminoglycanen voor een laag osmotisch potentieel) en vezels. De chondroblast is nu een volwassen chondrocyt die meestal inactief is, maar nog steeds de matrix kan afscheiden en afbreken, afhankelijk van de omstandigheden.
Celcultuurstudies met overtollige vitamine A remmen de synthese van chondroïtinesulfaat door chondrocyten en veroorzaken de remming van de chondrogenese in het zich ontwikkelende embryo, wat kan resulteren in misvormingen van ledematen.
Chondrocyten ondergaan terminale differentiatie wanneer ze hypertrofisch worden, wat gebeurt tijdens de endochondrale ossificatie. Deze laatste fase wordt gekenmerkt door grote fenotypische veranderingen in de cel.

## Bouw

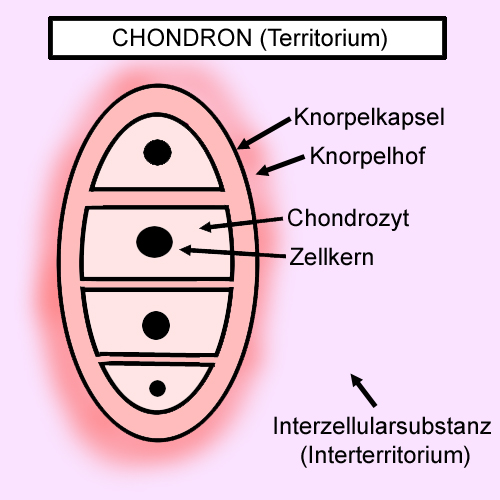
Schematisch voorbeeld van een chondron

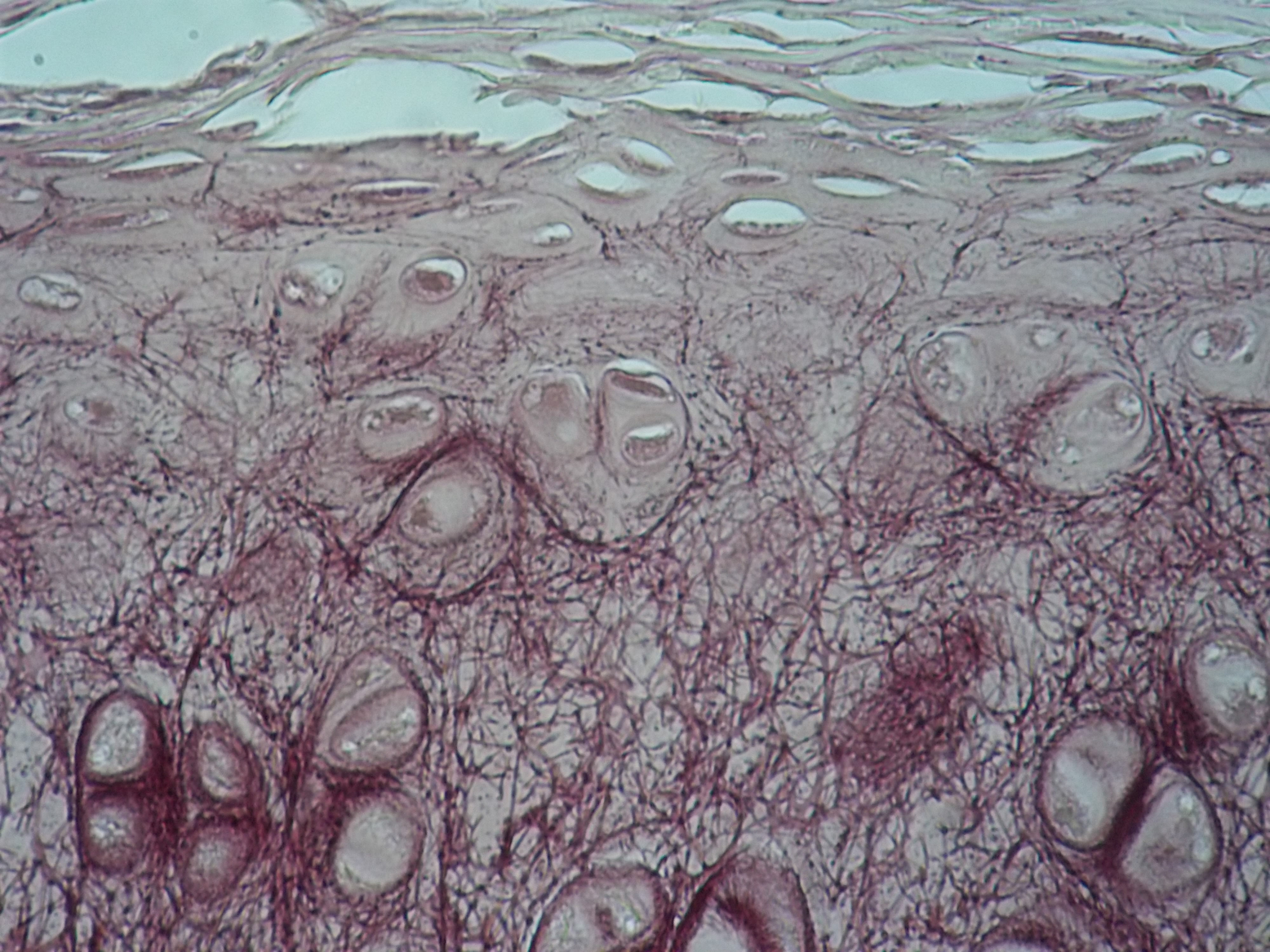
Elastisch kraakbeen met isogene chondrocyten

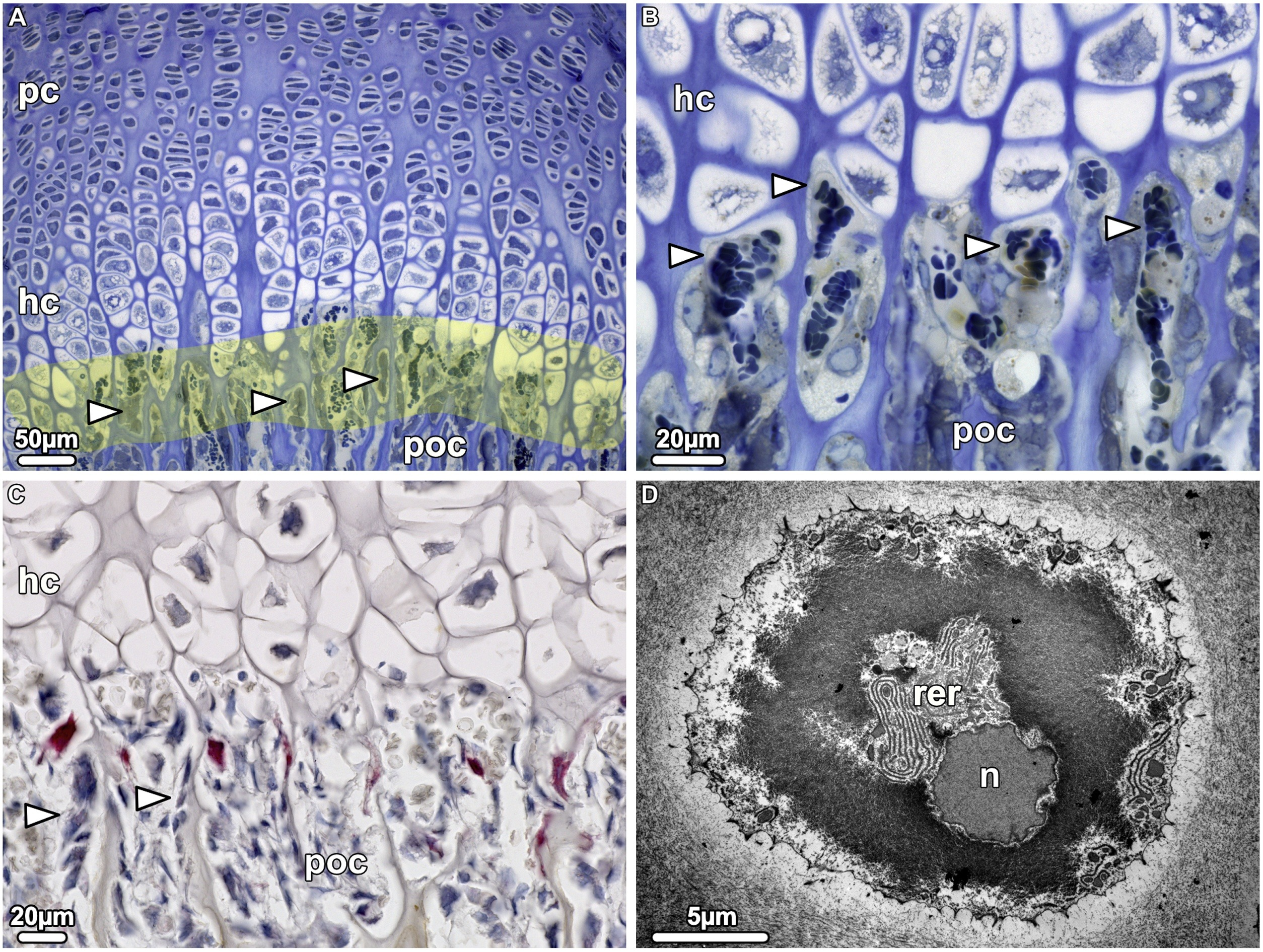
B. Chondrocyten in. Capillairen (pijlpunten) dringen de lacunae van laat hypertrofische chondrocyten binnen. (C) TRAP-kleuring. Chondroclasten (rode kleuring) eroderen het gemineraliseerde kraakbeen en laten blijkbaar de invasie van vaten in de lacunae toe. Pijlpunten wijzen naar osteoblasten. (D) Chondrocyte met gekrompen celkern en ruw endoplasmatisch reticulum (rer)

### Specifieke eigenschappen
Of er sprake is van deling en groepering, waaruit de basisstof bestaat en welke eigenschappen het gevormde kraakbeen heeft, hangt af van het betreffende type kraakbeen of de plaats waar het voorkomt.
Er wordt onderscheid gemaakt tussen: 
- Hyalien kraakbeen (bijv. ribkraakbeen, gewrichtskraakbeen, tracheaalkraakbeen, neuskraakbeen, strottenhoofd: schildkraakbeen, ringkraakbeen). Hyalien kraakbeen is het meest voorkomende type kraakbeen. Aan de rand van het hyaliene weefsel hebben de chondrocyten een elliptische vorm, waarbij de lange as evenwijdig loopt aan het kraakbeenoppervlak - de kraakbeenholte wordt gescheiden van het omringende gebied door collageenvezels (type II). In het kraakbeen zijn ze afgerond met vingervormige uitsteeksels en komen voor in groepen van maximaal 8/10 cellen die zijn gevormd door deling uit een enkele cel (isogene groepen). Verschillende kraakbeenholten worden ook gecombineerd door collageenvezels om functionele eenheden te vormen, de chondronen. Deze zijn elastisch onder druk. Een chondron is omgeven door een territoriale matrix (kraakbeenhalo, celhalo). Vezels die tussen de chondronen lopen, hechten de celstructuur aan het perichondrium of aan het bot. Chondronectine bevordert de adhesie van chondrocyten aan collageen.[6]
- Fibreus kraakbeen (bijvoorbeeld symphysis schaambeen, tussenwervelschijf, gewrichtskraakbeen: kaakgewricht). De minder elastische chondrocyten van het vezelig kraakbeen zijn in kleine groepen georganiseerd, maar zijn voornamelijk individueel in de matrix aanwezig. Ze zijn langwerpig en worden afgebakend door collageenvezels van zowel type I als type II, waarbij type I qua hoeveelheid domineert. Proteoglycanen komen hier alleen in lage concentraties voor; een perichondrium ontbreekt.[4]
- Elastisch kraakbeen (bijv. oorkraakbeen, strottenhoofd: strotklepje) Elastisch kraakbeen is zeldzaam en lijkt in eerste instantie op hyalien kraakbeen. Chondrocyten kunnen hier individueel of in kleine groepen voorkomen, ze zijn elastisch en bovendien is de kraakbeenholte gescheiden van de omgeving door collageenvezels (type II). De chondronen hier hebben één of twee, maximaal drie, grote chrondrocyten.[7] Een enkele chondrocyt is omgeven door een lacuna (kraakbeencapsule).

### Niet-specifieke eigenschappen
Chondrocyten zijn ingebed in de extracellulaire matrix die ze vormen en bevinden zich daar in kleine lacunae. Bovendien vertonen ze slechts een lage metabolische activiteit (bradytrofisch weefsel). Voor hun hoge synthetische prestaties beschikken ze over een goed ontwikkeld golgi-apparaat en veel ruw endoplasmatisch reticulum. De structuur van de cel wordt in stand gehouden door de vimentinefilamenten die als een netwerk door het cytoplasma lopen.
De chondrocyten worden geleverd door diffusie vanuit de haarvaten van het perichondrium, en in het geval van gewrichtskraakbeen (dat bij uitzondering geen perichondrium heeft) via de synoviale vloeistof. Kraakbeen heeft geen lymfevaten of zenuwen.

## Structuur
De chondrocyt in de kraakbeenmatrix heeft een afgeronde of polygonale structuur. De uitzondering doet zich voor bij weefselgrenzen, bijvoorbeeld de gewrichtsoppervlakken van gewrichten, waarin chondrocyten afgeplat of schijfvormig kunnen zijn. Intracellulaire kenmerken zijn kenmerkend voor een synthetisch actieve cel. De celdichtheid van volledig dik, menselijk, volwassen, femoraal condyluskraakbeen wordt gehandhaafd op 14,5 (±3,0) × 103 cellen/mm2 van 20 tot 30 jaar. Hoewel chondrocytenveroudering optreedt met het ouder worden, worden mitotische celdelingen niet gezien in normaal volwassen gewrichtskraakbeen. De structuur, dichtheid en synthetische activiteit van een volwassen chondrocyt zijn verschillend afhankelijk van de positie. Afgeplatte cellen zijn parallel aan het oppervlak georiënteerd, samen met de collageenvezels, in de oppervlakkige zone, het gebied met de hoogste celdichtheid. In de middelste zone zijn chondrocyten groter en ronder en vertonen ze een willekeurige verdeling, waarin de collageenvezels ook willekeuriger zijn gerangschikt. In de diepere zones vormen chondrocyten kolommen die loodrecht op het kraakbeenoppervlak zijn georiënteerd, samen met de collageenvezels. Afhankelijk van hun positie binnen de verschillende lagen kunnen chondrocyten verschillend gedrag vertonen. In primaire chondrocytenculturen kunnen deze zonale verschillen in synthetische eigenschappen blijven bestaan. De primaire cilia zijn belangrijk voor de ruimtelijke oriëntatie van cellen in de zich ontwikkelende groeischijf en zijn sensorische organellen in chondrocyten. Primaire cilia werken als centra voor Wnt- en hedgehog-signalering en bevatten mechanosensitieve receptoren voor mechanotransductie. Het primaire cilium van chondrocyten fungeert als een mechanoreceptor voor de cel, die krachten van de extracellulaire matrix naar de cel overbrengt. Elke chondrocyt heeft één cilium en er wordt verondersteld dat het mechanische signalen doorgeeft door middel van buigen als reactie op extracellulaire matrix-belasting. Integrinen zijn geïdentificeerd op de bovenste schacht van het cilium, die fungeren als ankers voor de collageenmatrix eromheen. Mechanische belasting speelt een fundamentele rol in de gezondheid en ziekte van gewrichtskraakbeen. Fysiologische belasting behoudt de integriteit van kraakbeen, terwijl onvoldoende of overmatige fysieke kracht kan leiden tot degradatie ervan.

## Groei kraakbeen
Kraakbeengroei (chondrogenese) kan worden onderverdeeld in interstitiële groei (lengtegroei) en appositionele groei (diktegroei), waarbij de laatste het dominante groeitype is.

### Interstitiële groei
Het kraakbeen als geheel wordt (zoals al het bind- en steunweefsel) gemaakt uit mesenchym. De mesenchymcellen differentiëren tot snel prolifererende chondroblasten. Deze vormen de kraakbeenmatrix, die, zolang deze nog zacht is, de nieuw gevormde chondroblasten in staat stelt zich van elkaar af te bewegen en zich te blijven delen (interstitiële groei). Wanneer de groei van het interstitiële kraakbeen voltooid is en de matrix rijpt, blijven de kraakbeencellen die het resultaat zijn van de laatste celdelingen bij elkaar in zogenaamde isogene groepen en worden ze chondrocyten die niet langer in staat zijn zich te delen.

### Appositionele groei
Op het oppervlak van het kraakbeen wordt het bindweefselkraakbeenmembraan, het perichondrium, gevormd uit het mesenchym, van waaruit de binnenste laag cellen differentiëren tot chondroblasten, een matrix vormen en zo zorgen voor appositionele groei.

## Genetische achtergronden

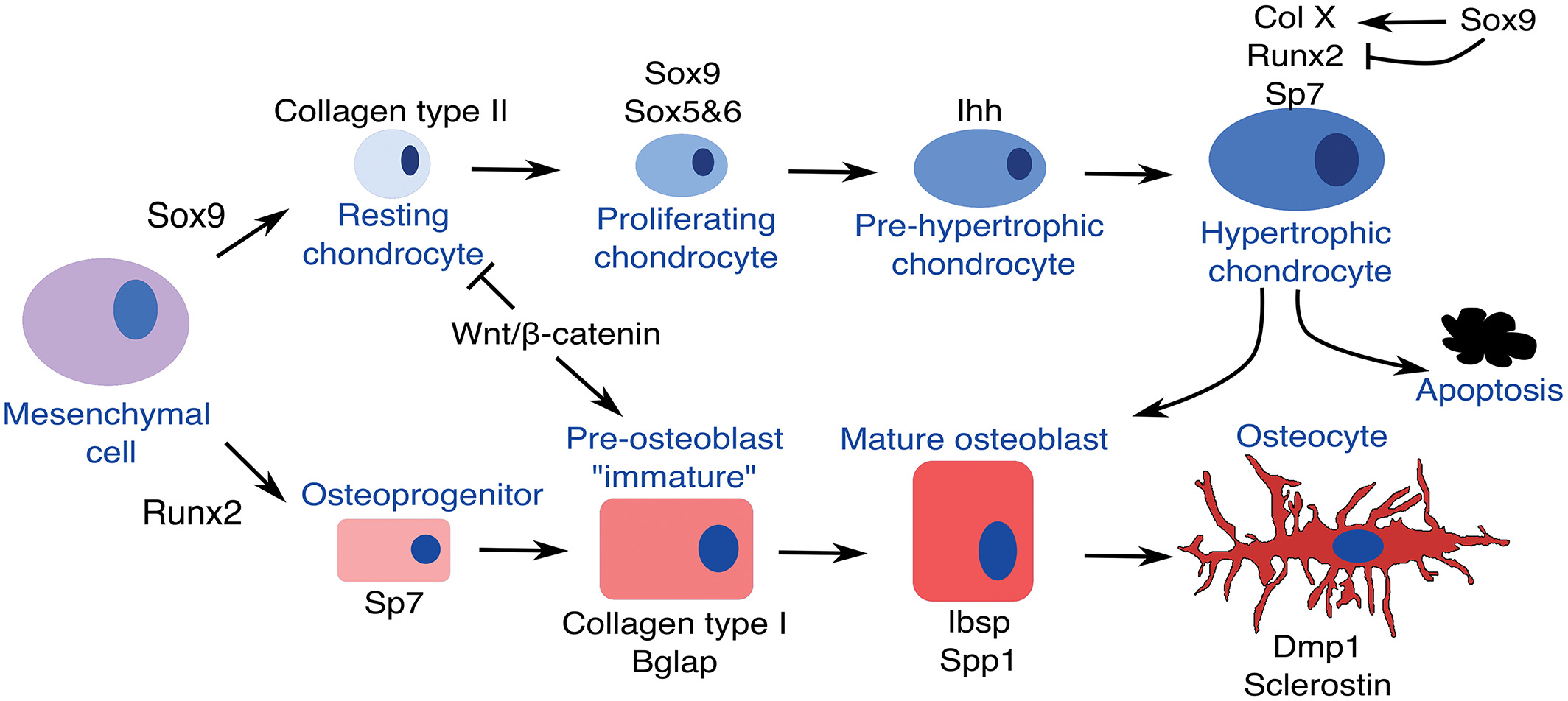
De differentiatiepaden van chondrocyten en osteoblasten

Het aantal chondrocytcellen dat wordt gecreëerd en hun rijpingsproces kunnen worden beïnvloed door meerdere verschillende genen en eiwitten. Twee eiwitten, botmorfogenetisch proteïne 4 (BMP-4) en fibroblastgroeifactor 2 (FGF2), blijken de hoeveelheid differentiatie in chondrocyten te beïnvloeden. Van beide eiwitten is bekend dat ze een rol spelen bij de differentiatie van embryonale stamcellen in mesodermcellen, door middel van signalering met BMP-4 en als FGF2 als stimulator. Vanuit de mesodermale kiemlaag zullen cellen blijven differentiëren tot veel verschillende soorten cellen. Naast het feit dat BMP-4 en FGF2 de mesodermale kiemlaag stimuleren, is ook aangetoond dat behandeling van deze eiwitten het aantal cellen vergroot dat differentieert tot chondrogene en osteogene cellen wanneer ze respectievelijk worden gekweekt in chondrogene en osteogene media. Voor chondrogene cellen toonde de behandeling een verhoogde expressie van de transcriptiefactor SOX9, die een sleutelrol speelt in chondrogenese, het proces van kraakbeenvorming uit gecondenseerde mesenchymweefsels, die vervolgens differentiëren tot chondrocyten.
Endochondrale ossificatie is het proces waarbij de meeste axiale skeletten van gewervelde dieren zich vormen tot geharde botten uit kraakbeen. Dit proces begint met een kraakbeenaanhechting waarbij chondrocytcellen zich verzamelen en hun rijpingsproces starten. Zodra de chondrocyten volledig zijn gerijpt met de gewenste snelheid, zal het kraakbeenweefsel verharden tot bot. Dit proces is vergelijkbaar bij de meeste gewervelde dieren en wordt nauwlettend gereguleerd vanwege het grote belang van het skelet voor overleving. Er worden weinig afwijkingen, verkeerde regulaties en mutaties gevonden in organismen omdat ze vaak schadelijk of dodelijk zijn voor het organisme. Dit is de reden waarom de rijping van chondrocyten zo nauwlettend wordt gereguleerd. Als ze te snel of te langzaam rijpen, is de kans groot dat het organisme de zwangerschap of de kindertijd niet overleeft. Eén gen dat nauw betrokken is bij skeletvorming is XYLT1. Normaal gesproken is dit gen verantwoordelijk voor het katalyseren van de toevoeging van glycosaminoglycaan (GAG) zijketens aan proteoglycanen, die worden gebruikt tijdens celsignalering om processen zoals celgroei, proliferatie en celadhesie te controleren. De twee belangrijkste proteoglycanen die in dit proces worden gebruikt, zijn heparansulfaatproteoglycanen (HSPG's) en chondroïtinesulfaatproteoglycanen (CSPG's) die in hoge concentraties aanwezig zijn in de extracellulaire matrix van chondrocyten en cruciaal zijn bij het reguleren van de rijping van chondrocyten. Wanneer de GAG-keten goed functioneert, controleert het de rijpingssnelheid van chondrocyten en zorgt het ervoor dat er voldoende cellen in het kraakbeenweefsel worden verzameld. XYLT1 is een essentieel gen met betrekking tot chondrocyten en de juiste skeletvorming, en is een sleutelfactor in de nauwe regulatie van rijping. De mutatie pug (dwergmuis mutant) van het XYLT1-gen werd echter in 2014 bij muizen bestudeerd en bleek de oorzaak te zijn van de voortijdige rijping van chondrocyten. Dieren met homozygote pug-allelen vertonen dwerggroei en hebben aanzienlijk kortere botten vergeleken met wildtype dieren. Deze organismen vertonen een vermindering van de typische XYLT1-genactiviteit, evenals een vermindering van de GAG-ketenniveaus. Deze mutatie zorgt ervoor dat er minder GAG-ketens worden toegevoegd aan HSPG's en CSPG's, wat betekent dat er minder complexen beschikbaar zijn om de rijping van chondrocyten nauwgezet te reguleren. Er worden onjuiste signalen naar chondrocyten in de kraakbeenaanhechting gestuurd omdat de GAG-keten en proteoglycaancomplexen niet goed kunnen werken en ervoor zorgen dat de chondrocyten te snel rijpen en ossificeren. De juiste hoeveelheid chondrocyten kan zich niet verzamelen in de kraakbeenaanhechting, wat leidt tot een tekort aan kraakbeen voor ossificatie en uiteindelijk kortere botten.
Terwijl de pug-mutatie te maken heeft met de voortijdige rijping van chondrocyten, veranderen meerdere andere mutaties de proliferatie van chondrocyten. Een voorbeeld hiervan is de puntmutatie G380R op het fibroblastgroeifactorreceptor 3 (FGFR-3)-gen, wat leidt tot achondroplasie, een vorm van dwerggroei. Achondroplasie wordt veroorzaakt door een spontane mutatie of wordt op autosomaal dominante wijze overgeërfd. Zowel de homozygote dominante als de heterozygote genotypes vertonen achondroplasiesymptomen, maar de heterozygoten zijn vaak milder. Personen met het gemuteerde allel (allelen) vertonen een verscheidenheid aan symptomen van het falen van de endochondrale ossificatie, waaronder de verkorting van proximale lange ledematen en hypoplasie van het middengezicht. Het niet-gemuteerde FGFR-3-gen is verantwoordelijk voor de expressie van fibroblastgroeifactoren (FGF's) die een bepaald niveau moeten handhaven om ervoor te zorgen dat de proliferatie van chondrocyten dienovereenkomstig plaatsvindt. De G380R-mutatie zorgt ervoor dat FGFR-3 FGF's tot overexpressie komt en de balans binnen de extracellulaire matrix van het kraakbeen wordt verstoord. Chondrocyten zullen te snel prolifereren en de assemblage bij de kraakbeenverbinding verstoren en de vorming van bot nadelig veranderen. Deze mutatie werkt op een doseringsmanier, wat betekent dat wanneer er slechts één kopie (heterozygoot) aanwezig is, er nog steeds een opname is in FGF-expressie, maar minder dan wanneer er twee kopieën (homozygoot) van de mutatie zijn.

## Klinische betekenis

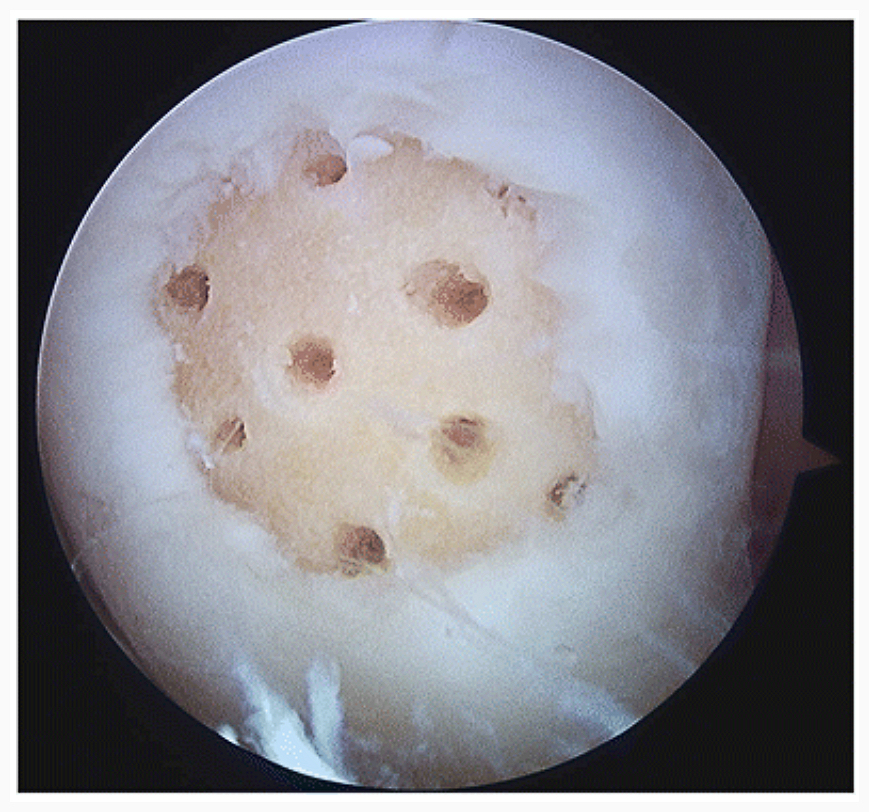
Arthroscopische afbeelding van een kleine, goed ingesloten chondrale laesie behandeld met microfractuur techniek, Gaatjes 3-4 mm van elkaar.

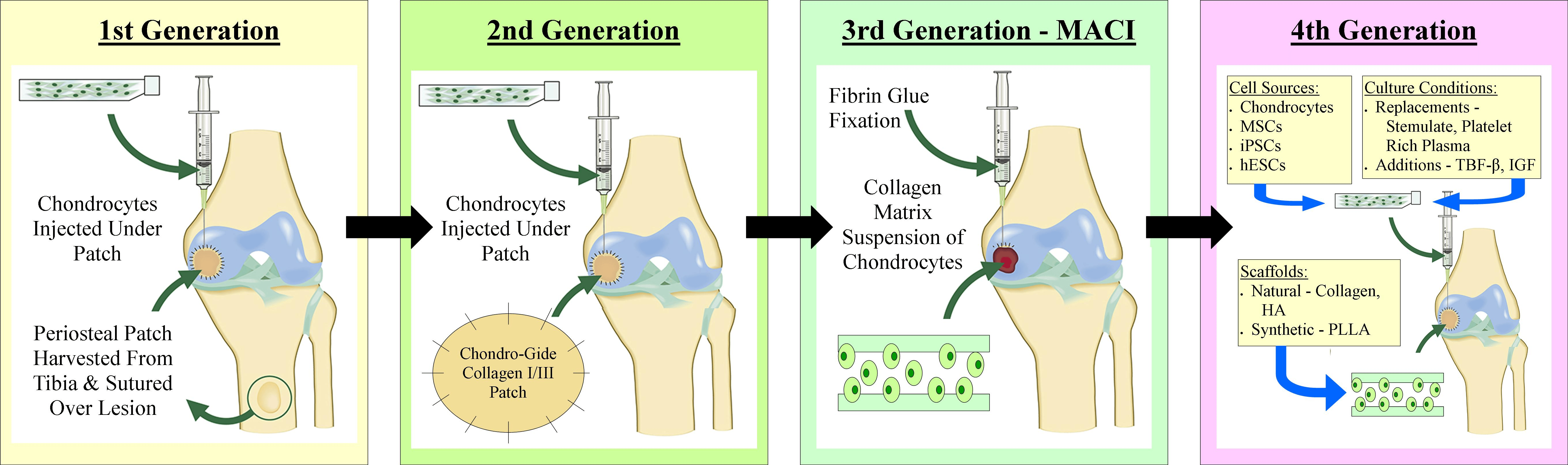
Werkwijze autologe chondrocytenimplantatie

De bekendste chondrocytenziekte is artrose. Dit resulteert in niet-inflammatoire (niet door een ontsteking veroorzaakte), degeneratieve gewrichtsschade en kan resulteren in zeer ernstige pijn. Bij deze ziekte worden de extracellulaire matrixeiwitten van het kraakbeen afgebroken door proteasen; de exacte oorzaken zijn nog grotendeels onduidelijk.
Kleinere kraakbeendefecten kunnen worden behandeld met subchondrale-abrasie-artroplastiek. Het subchondrale bot is het deel van het bot dat zich direct onder het kraakbeen bevindt. Bij subchondrale-abrasie-artroplastiek wordt het beschadigde gewrichtskraakbeen en het onderliggende botweefsel verwijderd. Bij het openen van de medullaire holte worden het kraakbeendefect en het subchondrale bot zo diep geboord dat er een verbinding met het beenmerg ontstaat. Hierdoor kunnen pluripotente cellen naar het defect migreren en vervangend fibreus kraakbeen vormen. Bij Pridie-drilling wordt deze verbinding bereikt door middel van schuine boorgaten met een diameter van 2,0 – 2,5 mm. De gaten worden op regelmatige afstanden van 2 tot 3 mm gemaakt. Technieken als abrasie arthroplastiek en Pridie drilling zijn meer en meer in onbruik geraakt en zijn zij vervangen door microfractuur technieken. Bij de microfractuur techniek worden 0,5 tot 1 mm grote gaatjes geboord, waardoor de perforatie van het subchondrale bot minder drastisch is.
Een behandelingsmethode voor het behandelen van kraakbeendefecten is autologe chondrocytenimplantatie. Met behulp van artroscopie worden chondrocyten uit gezonde gebieden verwijderd. Deze cellen worden vervolgens enzymatisch geïsoleerd en in het laboratorium vermeerderd (ongeveer drie tot vier weken) en vervolgens opnieuw gebruikt. Na een paar weken, wanneer de chrondocyten zijn geïntegreerd, kan de patiënt zich weer vrij bewegen. Het voordeel van deze methode is dat de kans op afstoting laag is, omdat de geïmplanteerde kraakbeencellen uit de eigen cellen van de patiënt komen. De methode wordt vooral toegepast bij kraakbeendefecten in het kniegewricht tot een grootte van 10 cm2 of wanneer andere kraakbeenherstelprocedures hebben gefaald. Autologe chondrocytenimplantatie speelt geen rol bij het herstellen van de kraakbeenbedekking bij artrose.
Er zijn andere methoden om kraakbeendefecten te behandelen, de zogenaamde celvrije methoden. In plaats van cellen wordt op het defect alleen een membraan met hyaluronzuur gebruikt. Sommige klinische onderzoeken hebben aangetoond dat hyaluronzuur helpt bij het regenereren van kraakbeenweefsel.
Achondroplasie is een veel voorkomende mutatie die de groei van het skelet beïnvloedt. Het resultaat is disproportionele dwerggroei, waarbij de armen en benen kort zijn, terwijl de romp doorgaans normaal van lengte is. Het komt als gevolg van een overwegend kwantitatieve verstoring van de endochondrale botgroei. De ziekte wordt op autosomaal dominante wijze overgeërfd. Als gevolg van de mutatie komt de chondrocytreceptor voor fibroblastgroeifactor-3 (FGFR-3) niet voldoende tot expressie, wat leidt tot verstoring van de proliferatie en differentiatie van chondrocyten in de groeischijf, wat op zijn beurt resulteert in verstoring van de endochondrale ossificatie.

### Medische toepassingen
In Australië is Ortho-ACI, een suspensie van gekweekte autologe chondrocyten, geïndiceerd voor gebruik bij de behandeling van kraakbeenletsels in de knie, knieschijf en enkel.
Met NOVOCART®-injecties werden en worden proeven genomen als aanvulling of eventuele vervanging van de microfractuur techniek. NOVOCART® is een autologe chondrocytenimplantaatsysteem.